# Dehdez
Dehdez (farsi دهدز) è una città dello shahrestān di Izeh, circoscrizione di Dehdez, nella provincia del Khūzestān. Aveva, nel 2006, una popolazione di 3.610 abitanti.